# Michael Drosnin
Michael Drosnin (Nova Iorque, 31 de janeiro de 1946 — 9 de junho de 2020) foi um jornalista e escritor estadunidense, conhecido por seus escritos sobre o Código da Bíblia.

## Biografia
Michael nasceu em Nova Iorque e trabalhou como jornalista no The Washington Post (1966–1968) e no Wall Street Journal (1969–1970). Seu primeiro livro, Citizen Hughes, uma biografia do empresário estadunidense Howard Hughes escrita com base em documentos roubados, foi publicado em 1985.
Michael começou a estudar o código da Bíblia em 1992 após conhecer o matemático israelense Eliyahu Rips em Israel, e com seu parceiro Alexander Rotenberg. De início, Micahel era cético quanto ao código, mas ele se convenceu de sua importância em 1994 quando ele encontrou um código relacionado ao futuro assassinato do primeiro-ministro israelense Yitzhak Rabin. Michael avisou Rabin, mas ele acabou morto no ano seguinte, o que impressionou ainda mais a Michael. Em 1997, ele publicou seu mais famoso livro, O Código da Bíblia, que afirma que o código da Bíblia prevê o futuro e os eventos podem ser afetados por nossas ações. O livro também afirma que muitos assassinatos do passado e do presente foram previstos no código, que poderia ser decifrado com um programa de computador. O livro sugere também que extraterrestres teriam entregue a mensagem da bíblia codificada com estas profecias, e que o código contém previsões de desastres e um apocalipse que ocorreria entre 1998 e 2006. Michael lançou um segundo livro em 2002 chamado: The Bible Code II:The Countdown.
Em 2010, lançou a terceira parte da série, The Bible Code III: Saving the World.
Morreu no dia 9 de junho de 2020 em Nova Iorque, aos 74 anos, de uma doença cardiovascular.

## Críticas
Michael tem sido criticado por alguns que acreditam que o código da Bíblia é verdadeiro mas não pode prever o futuro. Alguns o acusam de afirmar incorretamente que tem amplo apoio da comunidade científica, traduzir incorretamente palavras em hebraico  para soar mais convincente e usar a Bíblia sem provar que outros livros tenham códigos similares. Michael desafiou seus críticos a encontrar um código similar ao da Bíblia no livro Moby Dick. Um artigo publicado no programa "Chance" do Departamento de Matemática do Dartmouth College afirma que Brendan McKay encontrou sequências equidistantes em Moby Dick que se aproximam de uma previsão do assassinato de Rabin. Michael respondeu às afirmações dizendo que os resultados do código de Moby Dick são pura "asneira"; ele afirmou que os códigos encontrados na Bíblia eram "verdadeiros" e continham previsões reais.